# Мост через Сыдухэ
Мост через Сыдухэ (кит. упр. 四渡河特大桥) — висячий мост через долину реки Сыдухэ в провинции Хубэй в Китае. Мост был открыт для движения в 2009 году и является частью автомагистрали G50, соединяющей Шанхай и Чунцин. На нём расположены 4 рабочих полосы для движения транспорта и 2 резервных полосы. Максимальная высота над уровнем земли составляет 496 метров, что делало этот мост самым высоким в мире (по расстоянию от дорожного полотна до земли, но не по высоте опор) до 2016 года, когда был построен мост Дугэ.
В начале строительства моста для переброски через долину первых несущих тросов были впервые в истории использованы ракеты.